# Vương hoàng hậu (Hán Bình Đế)
Hiếu Bình Vương Hoàng hậu (chữ Hán: 孝平王皇后; 4 TCN – 23), còn gọi là Hiếu Bình Vương hậu (孝平王后) hoặc Hoàng Hoàng Thất chúa (黃皇室主), là Hoàng hậu duy nhất của Hán Bình Đế Lưu Diễn, vị Hoàng đế thứ 14 của Tây Hán trong lịch sử Trung Quốc. Bà là vị Hoàng hậu cuối cùng của thời kì Tây Hán trong lịch sử.
Vương Hoàng hậu được các sử gia xem như một nhân vật bi kịch, là nạn nhân của hoàn cảnh. Hoàng hậu đã nỗ lực trung thành với triều đại nhà Hán khi cha bà là Vương Mãng cướp ngôi, nhưng lòng trung thành cuối cùng đã buộc bà phải chết vào cuối triều đại của cha mình.

## Thân thế
Hiếu Bình Vương Hoàng hậu, không rõ tên gì, sinh năm Kiến Bình thứ 3 (4 TCN) thời Hán Ai Đế, xuất thân từ dòng họ Vương ở huyện Đại Danh, Ngụy quận (Đại Danh, tỉnh Hà Bắc, Trung Quốc), hậu duệ của Điền An thời Hán Sở, là người trong tộc của Hiếu Nguyên Hoàng hậu Vương Chính Quân, là Hoàng hậu của Hán Nguyên Đế.
Tằng tổ phụ Vương Cấm (王禁), là cha của Hiếu Nguyên hậu, tổ phụ là Vương Mạn (王曼), anh trai thứ của Hiếu Nguyên hậu, truy tặng Tân Đô Ai hầu (新都哀侯). Cha bà là Vương Mãng, cháu trai của Hiếu Nguyên hậu; mẹ bà là Vương thị (王氏), con gái của Y Xuân hầu Vương Hàm (王咸). Vào thời điểm sinh ra bà, cha bà đã từ chức khỏi các vị trí quyền lực do sự trỗi dậy của các thế lực ngoại ngoại thích mới từ họ Phó và họ Đinh. Tuy nhiên, năm 1 TCN, sau cái chết của Hán Ai Đế Lưu Hân, cô của Vương Mãng là Hiếu Nguyên Thái hậu Vương Chính Quân trở lại nắm quyền. Thế lực họ Vương nhanh chóng trỗi dậy chiếm lại quyền lực từ các họ khác. Vương Mãng được Thái hậu phong làm nhiếp chính cho Hán Bình Đế nhỏ tuổi.

## Hoàng hậu nhà Hán
Khi Vương Mãng đã trở thành nhiếp chính, Hán Bình Đế hoàn toàn không có quyền hành. Vương Mãng thao túng việc chính sự nhà Hán, tìm cách lấy lòng người để cướp ngôi nhà Hán. Dần dần, Vương Mãng dùng phe cánh của mình tác động để Vương Thái hậu và Hán Bình Đế phong làm An Hán công (安汉公). Đối với quyền thế ngày một tham lam, mãi không đủ, Vương Mãng học theo cách của Hoắc Quang, tìm cách đưa con gái Vương thị vào cung làm Hoàng hậu của Hán Bình Đế.
Ngay lập tức, Vương Mãng ra chỉ tuyên bố, phù hợp với phong tục cổ xưa, rằng Hoàng đế sẽ có một Hoàng hậu và 11 phi tần, và bắt đầu một quá trình lựa chọn phụ nữ trẻ tầng lớp quý tộc bằng cách xác định đủ điều kiện đặt ra làm phi tần. Vương Mãng kiến nghị lên Thái hoàng Thái hậu nên sớm chọn Hoàng hậu cho Bình Đế vì mấy đời trước đều không có con nối nghiệp. Sau vài động thái vận động những người tâm phúc đề nghị, cuối cùng Vương Thái hậu chọn con gái Vương Mãng trong số những cô gái dự tuyển làm Hoàng hậu của Bình Đế.
Năm Nguyên Thủy thứ 3 (năm 3 công nguyên), mùa xuân, Vương Mãng tiến hành gả Vương thị cho Hán Bình Đế. Thái hoàng Thái hậu Vương Chính Quân sai Trường Lạc Thiếu phủ Hạ Hầu Phiên (夏侯藩), Tông chính Lưu Hoành (刘宏), Thượng thư lệnh Bình Yến (平晏) cùng đến Vương phủ làm lễ Nạp thái. Các đại thần hồi tấu, khen ngợi Vương thị phẩm đức cùng dung mạo, còn phái Thái sư Khổng Quang (孔光), Từ đồ Mã Cung (马宫), Đại tư không Chân Phong (甄丰), Tả tướng quân Tôn Kiến (孙建), Chấp kim ngô Doãn Thưởng (尹赏), Hành Thái Thường sự Đại trung đại phu Lưu Hâm (刘歆),... bốn mươi chín người ban da quan tố thường, hành lễ xem bói, tế miếu cáo tổ, các đại thần tấu bói toán kết quả là cát lợi. Vì thế đợi ngày tốt làm đại lễ thành hôn giữa Vương thị và Hán Bình Đế.
Năm Nguyên Thủy thứ 4 (năm 4 công nguyên), tháng 2, phái Đại tư đồ Mã Cung, Đại tư không Chân Phong, Tả tướng quân Tôn Kiến, Hữu tướng quân Chân Hàm (甄邯), Đại trung đại phu Lưu Hâm phụng thừa Dư giá, đến Vương Mãng phủ đệ nghênh thú Vương thị nhập cung. Mã Cung cùng Lưu Hâm trình lên "Hoàng hậu ấn tỉ" được đặt trên dải lụa, chọn ngày lành tháng tốt từ Diên Thọ môn (延寿门) ở Thượng Lâm uyển, đi đến trước Vị Ương cung. Tháng 4, Vương thị chính thức được sách lập thành Hoàng hậu, năm đó bà chỉ vừa 7 tuổi. Quần thần vào chỗ hành lễ, đại xá thiên hạ.
Sau 3 tháng đại lễ sách lập, Vương Hoàng hậu tiếp nhận kiến bái Tông miếu xã tắc. Theo lệ, Vương Mãng trở thành Tể hành (宰衡), địa vị cao hơn cả Chư hầu Vương; mẹ Vương thị được phong Công Hiển quân (功顯君); 2 anh em trai của Hoàng hậu là Vương An (王安) được phong Bao Tân hầu (褒新侯); Vương Lâm (王臨) làm Thường Đô hầu (賞都侯).
Theo thông lệ, cha của Hoàng hậu hưởng đất phong 100 dặm và thưởng rất nhiều tiền vàng. Nhưng Vương Mãng từ chối mở rộng phong ấp và trích tiền thưởng cho 10 cô gái cùng dự tuyển Hoàng hậu với con mình. Các quan viên nhất loạt dâng thư cho rằng như vậy thì lễ sính cho Hoàng hậu không hơn gì các phi tử, đề nghị tăng thưởng thêm tiền vàng cho ông. Vương Mãng vẫn không nhận hết mà mang chu cấp cho những người nghèo trong 9 tộc họ Vương. Nhiều người rất cảm động việc làm này của Vương Mãng.

## Tận trung Hán triều
Năm Nguyên Thủy năm thứ 5, ngày 16 tháng 12 (tức ngày 4 tháng 2 năm 6), Vương Mãng dùng rượu độc giết chết Hán Bình Đế. Hoàng đế băng hà khi mới 14 tuổi, sau 6 năm ở ngôi, không có con nối. Vương Mãng chọn trong số các hậu duệ của Hán Tuyên Đế, lập cháu 5 đời của Tuyên Đế là Lưu Anh mới 2 tuổi lên ngôi, tức là Nhũ Tử Anh. Vương Hoàng hậu trở thành Hoàng thái hậu khi mới 9 tuổi.
Năm Cư Nhiếp thứ 3 (năm 8 công nguyên), tháng 11, Vương Mãng cải nguyên Sơ Nguyên, tháng 12 lại cải thành Thủy Kiến Quốc. Sang ngày 1 tháng 1 năm sau, Vương Mãng phế bỏ Nhũ Tử Anh lên ngôi Hoàng đế, lập ra nhà Tân, Vương Hoàng hậu trong một thời gian ngắn trở thành Hiếu Bình Hoàng hậu (孝平皇后). Sau đó không lâu, Nhũ Tử Anh được cải phong Định An công, Vương Thái hậu được phong là Định An Thái hậu (定安太后).
Theo sử thư ghi lại, Vương thị tính khí kiên cường và không bằng lòng với hành động cướp ngôi của cha mình, vẫn giữ lòng trung thành với nhà Hán. Bà thường cáo bệnh và từ chối tham dự yến tiệc cùng Phụ hoàng. Vương Mãng đã thay đổi sắc phong hiệu của bà thành Hoàng Hoàng Thất chúa (黃皇室主), chấm dứt mối quan hệ chính thức của bà với nhà Hán. Vương Mãng dự định cải giá con gái mình với con trai của một trong những đại thần trong triều là Tôn Kiến (孫建), ông chỉ thị cho con trai Tôn Kiến ăn mặc bảnh bao và đi cùng các thái y đến thăm Hoàng Hoàng Thất chủ. Vương thị tức giận và sẽ không tiếp ai nữa. Cha bà cũng muốn gả bà cho Chân Tầm (甄尋), một công tử ở Trường An và là con trai Chân Phong (甄豐), bạn thân Vương Mãng, được xem là xứng đáng gia thế. Nhưng sau khi nghe lời tiên đoán họ Chân sẽ cướp ngôi của mình, Vương Mãng hạ lệnh bắt giữ Chân Tầm, Chân Phong tự sát. Năm 11, Chân Tầm bị lưu đày đến Tam Ngụy (三危, nay là Tửu Tuyền, Cam Túc). Sau đó, Vương thị cũng bị ép cải giá nhiều lần nhưng đều từ chối.
Năm 23, nhà Tân suy tàn, khởi nghĩa nông dân nổ ra khắp nơi. Đến tháng 9, khi quân khởi nghĩa tiến vào Trường An thì nhân dân trong thành cũng vùng dậy chống triều đình. Họ nổi loạn đốt cháy cung điện. Lửa nhanh chóng lan tới Vị Ương cung, nơi Vương thất chúa đang ở. Bà cho rằng không còn mặt mũi nào gặp lại nhà Hán nên đã nhảy vào lửa tự vẫn, bà thọ khoảng 27 tuổi. Việc mai tang của bà không được diễn ra, nên không có thụy hiệu, cách gọi "Hiếu Bình Hoàng hậu" của bà chỉ gọi thuận theo thụy hiệu của Hán Bình Đế.